# Aufstand der Admirale
Beim Aufstand der Admirale in den späten 1940er Jahren bezogen mehrere hochrangige Offiziere der US-Marine öffentlich Position gegen militärische Planungen der US-Regierung.

## Hintergrund
Im November 1943 forderte General George C. Marshall eine Vereinigung des Kriegsministeriums und des Marineministeriums nach Kriegsende. Dies führte zu den „Vereinigungsdebatten“ und schließlich zur Verabschiedung des National Security Act (Juli 1947). Mit diesem Gesetz wurden unter anderem ein Nationaler Sicherheitsrat, die Central Intelligence Agency (CIA) und eine unabhängige Luftwaffe (United States Air Force) geschaffen. Insbesondere letztere hatte zuvor als United States Army Air Forces noch dem Heer (United States Army) unterstanden und wurde somit zur selbstständigen Teilstreitkraft.
Die zum „Aufstand“ führende Debatte wurde einige Jahre geführt; 1949 erreichte sie einen Höhepunkt, als mehrere Offiziere, darunter der Chef der Marineoperationen Louis E. Denfeld und der Marineminister John L. Sullivan, entweder entlassen oder zum Rücktritt gezwungen wurden (Denfeld wurde am 1. November 1949 seiner Pflichten entbunden und 1950 pensioniert).
Die Generale der neuformierten Air Force vertraten die Doktrin, dass durch Strategische Bombardierung, insbesondere mit Nuklearwaffen, jeder zukünftige Krieg zu gewinnen sei. Dazu wäre freilich eine große Flotte von schweren Langstreckenbombern notwendig. Deshalb forderten sie umfangreiche Finanzmittel an, um als erstes den Bau des Bombers B-36 Peacemaker in Angriff nehmen zu können.
Die Admirale der Navy widersprachen der Air Force. Sie verwiesen auf die überwältigende Dominanz der Flugzeugträger im Pazifikkrieg und wollten den Kongress dazu bringen, beginnend mit der United States eine Flotte von Supercarriern und den zugehörigen Unterstützungsgruppen zu autorisieren.
Allein durch strategische Bombardierung könne kein Krieg gewonnen werden, so die Navy. Zudem sei die Entscheidung, zukünftige Kriege nur mit Nuklearwaffen auszufechten, unmoralisch.

## Abbruch des ProjektsUnited States
James V. Forrestal, selbst ehemaliger Marineflieger, wurde im Mai 1944 Marineminister. 1947 wurde die Selbstständigkeit des Marineministeriums United States Department of the Navy abgeschafft; es wurde im Zuge des National Security Act zusammen mit dem Kriegsministerium dem neu geschaffenen Verteidigungsministerium unterstellt. Forrestal war ab 1947 Verteidigungsminister. Er unterstützte die Position der Navy und gab die United States in Auftrag. Am 28. März 1949 trat er aus Gesundheitsgründen zurück. US-Präsident Truman berief Louis A. Johnson zu Forrestals Nachfolger; Johnson stand der Air Force nahe. Weniger als einen Monat nach seinem Amtsantritt veranlasste Johnson den Abbruch aller Aktivitäten in Sachen United States. Aus Protest dagegen trat John L. Sullivan, erster Secretary of the Navy, am 24. Mai 1949 zurück.
Einige Tage später gab Johnson bekannt, dass die Luftfahrzeuge der Marineinfanterie (United States Marine Corps) der Luftwaffe unterstellt würden. Dieser Plan wurde still und leise begraben, nachdem sich dagegen Widerstand im Kongress regte. Die Air Force missgönnte der Navy ihre Flugzeugträger, da es sich um Luftfahrtanlagen handelte, die sie nicht kontrollieren konnte. Minister Johnson, der ein Befürworter der neuen Air Force war, versuchte daher die Beschaffung dieser Schiffe so weit wie möglich zu unterbinden.
Eine von Captain Arleigh Burke geleitete Forschungsgruppe mit dem Namen Op-23 begann mit der Sammlung von Material, das Zweifel an Leistung und Fähigkeiten der Convair B-36 bestätigen sollte. Bald tauchte ein anonymes Dokument auf, in dem die B-36 als „Milliarden Dollar teurer Fehler“ bezeichnet und Minister Johnson verdächtigt wurde, mit dem Bau der B-36 persönliche Interessen zu verfolgen. Johnson hatte im Vorstand der Consolidated Vultee Aircraft Corporation (Convair) gesessen, bevor er Minister wurde.

## Ergebnisse der Kongressanhörungen
In seinem Abschlussbericht schrieb das House Armed Services Committee, dass sich keine Beweise für die Anschuldigungen gegen Johnson in Sachen Flugzeugbeschaffung finden ließen. Die Evaluierung der B-36 sei Sache der Weapons Systems Evaluation Group, und die Teilstreitkräfte sollten sich keine Urteile über die Waffen anderer Teilstreitkräfte erlauben. Aus diesem Grund wurde der Abbruch des Projekts USS United States scharf kritisiert, da Johnson sich von den Generalstabschefs der Army und Air Force hatte bestätigen lassen, dass das Schiff für die Navy unbrauchbar sei. Das Komitee war mit Johnsons Entscheidungsfindung im Schnellverfahren unter Umgehung der zuständigen Kongress-Komitees unzufrieden und schrieb „Die nationale Sicherheit ist nicht allein eine Angelegenheit auf Exekutivebene; dazu gehört nicht nur der Kongress, sondern das ganze amerikanische Volk, vertreten durch seinen Kongress. Das Komitee kann die gezeigte Art der Entscheidung öffentlicher Fragen nicht dulden“.
Als Autor des anonymen Dokuments stellte sich Cedric R. Worth heraus, ein ziviler Assistent des Untersekretärs der Navy. Ein Untersuchungsausschuss empfahl, den Mann aus dem Amt zu entfernen. Nach einer gerichtlichen Befragung wurde Worth entlassen.
Das Komitee brachte seine feste Unterstützung zur weiteren Vereinigung der militärischen Führung zum Ausdruck, schrieb aber, dass wohl „nach zuviel Vereinigung in zu kurzer Zeit gestrebt würde“ und die Navy sich bei der Verheiratung der Teilstreitkräfte zurückhalten würde, die Army zu eifrig dabei und die Air Force nicht zu bändigen sei. Im Pentagon finde das Komitee möglicherweise keine Vereinigungs-Puritaner, so der Bericht.
Schließlich verurteilte das Komitee die Entlassung von Admiral Denfeld (Denfeld war am 15. Dezember 1947 zum „Chief of Naval Operations“ ernannt worden). Hierbei habe es sich um einen Racheakt wegen seiner Äußerungen gehandelt.
Der Heeres-General Omar N. Bradley, Vorsitzender des Vereinigten Generalstabs, sprach von den Admiralen als „fancy dans’ who won’t hit the line with all they have on every play unless they can call the signals“ (etwa: „launische Primadonnen, die sich nicht eher für eine Sache ins Zeug legen, solange sie nicht selbst den Ton angeben“), die sich in „offener Rebellion gegen die zivile Kontrolle“ befanden. Die inoffizielle Position von Heer und Luftwaffe ging aber noch weiter. Beide Teilstreitkräfte fanden, dass Marine und Marineinfanterie komplett abgeschafft werden sollten. Hauptsächlich spielten dabei finanzielle Überlegungen eine Rolle. Die Streitkräfte befanden sich mitten in der Truppenreduktion nach dem Zweiten Weltkrieg. Heer und Luftwaffe dachten, dass ihr Bestand davon abhinge, sich so viele Missionen wie möglich zu sichern.

## Andauernde Auswirkungen
Der „Aufstand der Admirale“ eröffnete eine bis heute andauernde Diskussion in Militärkreisen über die Rolle nuklearer Waffen, strategischer Bombardierung und die Vereinigung des militärischen Kommandos. Der erste Test der nationalen Doktrin begann am 25. Juni 1950, als der Koreakrieg ausbrach. Es wurde entschieden, dass Nordkorea nicht durch strategische Bombardierung in die Knie gezwungen werden sollte, sondern durch eine Invasion durch Bodentruppen, unterstützt von Schiffsgeschützfeuer und amphibischen Angriffen. Von den Befürwortern der Air-Force-Doktrin wurde dieser begrenzte Krieg noch als Anomalie gesehen. Aber auch der Vietnamkrieg und verschiedene kleinere Konflikte wurden danach ohne strategische Bombardierung ausgefochten. Die Idee, einen Feind nur mit wenigen oder keinen eigenen Verlusten zu besiegen, ist weiterhin verlockend, allerdings sind mit Beginn des 21. Jahrhunderts dabei nicht mehr in großer Höhe fliegende Bomber, sondern Marschflugkörper und unbemannte Drohnen das Mittel der Wahl. Der Koreakrieg zeigte nochmals deutlich, dass Flugzeugträger das wichtigste militärische Mittel zur Durchsetzung der US-Außenpolitik waren. Kurz nach Beginn des nordkoreanischen Angriffs sah dies auch Verteidigungsminister Johnson ein und versprach der Navy, sie werde neue Flugzeugträger bekommen, sobald sie danach verlange.